# 舒塔尔那三世
舒塔尔那三世（约公元前14世纪前后在位）（英語：Shuttarna III）米坦尼国王。阿尔塔塔玛二世之子，后夺取王位并向亚述寻求支持，不久即为赫梯人所击败，米坦尼王位遂为沙提瓦扎所获得。